# سيرجي كارولوف
سيرجي كارولوف (بالروسية: Караулов, Сергей Николаевич) مواليد 15 أبريل 1984 في كولستان، الجمهورية الأوزبكية السوفيتية الاشتراكية، هو لاعب كرة سلة روسي. بدأ مسيرته الاحترافية في سنة 2001. تم اختياره من قبل فريق سان أنطونيو سبرز خلال الدرافت. يلعب في دوري السوبر الروسي لكرة السلة كلاعب وسط.

## المسيرة الاحترافية
لعب مع خيمكي في الدوري الروسي من سنة 2004 إلى 2006، ثم لعب مع لوكوموتيف كوبان في موسم 2007–2008، ثم لعب مع نيجني نوفغورود في الدوري الروسي في موسم 2008–2009، ثم لعب مع نادي كراسني كريليا لكرة السلة من سنة 2009 إلى 2011، ثم لعب مع زينيت سانت بطرسبرغ في الدوري الروسي في موسم 2012–2013.

## روابط خارجية
- سيرجي كارولوف على موقع الدوري الأوروبي لكرة السلة (الإنجليزية)
- سيرجي كارولوف على موقع سبورتس رفرنس (الإنجليزية)
- سيرجي كارولوف على موقع كرة السلة الأوروبية.كوم (الإنجليزية)
- سيرجي كارولوف على موقع DraftExpress.com (الإنجليزية)
- سيرجي كارولوف على موقع ريلجم (الإنجليزية)
- سيرجي كارولوف على موقع بروبوليرز (الإنجليزية)
- سيرجي كارولوف على موقع سبورتس رفرنس (الإنجليزية)